# さよならの前に
「さよならの前に」（さよならのまえに）は、AAAの楽曲である。2014年9月17日にavex traxから42枚目のシングルとして発売された。

## 概要
前作『Wake up!』から約3ヶ月ぶりの発売で、アルバム『GOLD SYMPHONY』の先行シングル。
ジャケットA、Bの2形態で発売で、ジャケットは「美しく愛しい思い出」をテーマに、淡い色彩のメンバーのポラロイド写真をコラージュさせたようなデザインとなっている。初回限定封入特典(2形態共通)には8種中1種のトレーディングカードが封入される。
前作に引き続きmu-mo盤は発売されておらず、Think about AAA Anniversaryも未収録。
第56回日本レコード大賞で優秀作品賞を受賞した。
本作で第65回NHK紅白歌合戦に出場し、グループ5回目の紅白出場を果たした。
日本レコード協会のゴールド等認定で音楽配信10万件を超えるゴールドに認定され、AAA関連作品では8作目のゴールド認定となった。

## 収録曲

### CD
全Rap詞：Mitsuhiro Hidaka
1. さよならの前に [5:25]
（作詞：森月キャス / 作曲：丸山真由子 / 編曲：清水武仁）
イトーヨーカドー『WARM STYLE』・『kent』CMソング
恋が終わる直前の心が揺らぐ様子を描いた楽曲で、「恋音と雨空」「風に薫る夏の記憶」の流れを汲んでいる[10]。
発売に先駆け、8月14日に国立代々木競技場第一体育館で開催された「Asia Progress ～from a-nation～」で披露された[6]。
ミュージック・ビデオはオルゴールの中の世界観という設定で、幻想的かつメルヘンチックな雰囲気を持たせている[6]。監督は「恋音と雨空」も手がけた中根さや香[10]
2. Next Stage [4:17]
（作詞：leonn / 作曲：Kenji Kabashima, Sugaya Bros. / 編曲：佐藤あつし）
フジテレビ系アニメ放送15周年特別作品『ONE PIECE “3D2Y” エースの死を越えて! ルフィ仲間との誓い』主題歌[6]。
歌詞は「仲間との絆を糧とし、苦難を乗り越えてまだ見ぬ未来へつき進んでいく強い意志」を歌ったもの[11]。
シングルの発売に先駆け、8月31日にアニメサイズver.が配信リリースされた。
2014年9月24日公開のBillboard Japan Hot 100で最高位74位を獲得[2]。
3. さよならの前に (Instrumental) [5:24]
4. Next Stage (Instrumental) [4:15]

### DVD
1. さよならの前に (Music Clip)
2. さよならの前に (Music Clip Making)

## 収録アルバム
さよならの前に
- GOLD SYMPHONY
- AAA 10th ANNIVERSARY BEST
- AAA 15th Anniversary All Time Best -thanx AAA lot-

Next Stage
- GOLD SYMPHONY
- AAA 10th ANNIVERSARY BEST